# Tomás Pablo
Tomás Pablo Elorza (Concepción, 30 de octubre de 1921-Santiago, 1 de diciembre de 1999) fue un abogado y político chileno, miembro del Partido Demócrata Cristiano (PDC). Se desempeñó como diputado de la República en representación de la 17.ª Agrupación Departamental de Concepción durante el periodo legislativo entre 1957 y 1961. Luego, ejerció como senador en representación de la 7.ª Agrupación Provincial de Ñuble, Concepción y Arauco, desde 1969 hasta 1973. En esa ocasión, fungió como presidente del Senado entre 1969 y 1971.

## Familia y estudios
Nació en la comuna chilena de Concepción el 30 de octubre de 1921, hijo de Tomás Pablo Jiménez y Laura Elorza Uriona. Cursó sus estudios secundarios en el Liceo de Hombres de Concepción, y los superiores en la Universidad de Concepción, donde obtuvo el título de abogado en 1947 con la presentación de la tesis: Industria Pesquera y su legislación.
Paralelamente, se desempeñó como ayudante del Seminario de Ciencias Económicas de la Facultad de Derecho de su universidad. Una vez egresado trabajó como profesor de la cátedra de política económica en la misma casa de estudios. En el ámbito laboral se desempeñó como director de la Compañía de Seguros Andes.
Se casó con la abogada Ester Roa Rebolledo, quien fuera alcaldesa de la comuna de Concepción por dos períodos consecutivos entre 1956 y 1963. Tuvieron cuatro hijos: Tomás, María del Carmen, Rodrigo y María Esther.

## Trayectoria política

### Inicios
Inició sus actividades políticas al integrarse al Partido Conservador en 1946, donde llegó a ocupar la mayoría de los puestos directivos.
El 28 de agosto de 1957 se incorporó a la Partido Demócrata Cristiano (PDC), siendo elegido presidente departamental y, luego, vicepresidente del partido. Previamente, fue regidor por Concepción.

### Diputado
En las elecciones parlamentarias de ese mismo año, fue elegido como diputado por la 17.ª Agrupación Departamental de Concepción, Tomé, Talcahuano, Coronel y Yumbel, por el período de 1957-1961. Integró las Comisiones de Agricultura y Colonización, de Asistencia Médico-Social e Higiene, de Vías y Obras Públicas, de Trabajo y Legislación Social, de Gobierno Interior, de Hacienda, de Policía Interior, Mixta de Presupuestos y Especial de Deportes en 1959. En 1961 fue nombrado como consejero de la Corporación de la Vivienda, por el presidente Jorge Alessandri.

### Senador
En las elecciones parlamentarias de 1961, fue elegido como senador por la 7.ª agrupación provincial de Ñuble, Concepción y Arauco, para el período de 1961-1969. Durante su labor fue miembro integrante del Comité Parlamentario Demócrata Cristiano entre 1961 y 1962.
Entre otras actividades, entre 1964 y 1965 realizó una serie de viajes con motivo de diversos congresos y reuniones. En 1964 participó de la reunión del Parlamento Latinoamericano celebrado en Lima (Perú), y en 1965 visitó Tacna y Arica por la reunión Interparlamentaria chileno-peruano; también viajó a Río de Janeiro, Brasil por la 2.ª Conferencia Extraordinaria de la OEA, y a Montevideo, Uruguay por la Conferencia de Cancilleres de los países de la ALALC, entre otros.
En las parlamentarias de 1969, obtuvo su reelección como senador, para el período legislativo 1969-1977. Permaneció en el Comité Parlamentario en los años 1967 y 1968 e integró las Comisiones de Economía y Comercio y Educación Pública. Fue elegido como presidente del Senado, cargo que ejerció desde el 4 de junio de 1969 y el 6 de enero de 1971, y como tal le tocó presidir la sesión del Congreso Pleno, en octubre de 1970, donde se eligió presidente de la República al socialista Salvador Allende.
A nivel internacional, en 1973 fue elegido como presidente del Parlamento Latinoamericano (Parlatino). No logró finalizar su período como parlamentario debido al golpe militar y la consecuente disolución del Congreso Nacional en el 21 de septiembre de 1973.
Entre las mociones presentadas que fueron ley de la República, durante su ejercicio parlamentario, están: Ley N.° 17.285, del 31 de enero de 1970, sobre modificación de la ley orgánica (N.°11.219) de la Caja de Retiro y Previsión de los Empleados Municipales de la República; Ley N.° 15.240, del 5 de septiembre de 1963, sobre monumento a la memoria de Juan Antonio Ríos Morales y Ley N.° 17.557, del 12 de noviembre de 1971, sobre amnistía a Manuel Antonio Ovando Barrera.

## Últimos años y fallecimiento
Durante su trayectoria fue condecorado pontificio por el Vaticano con la Orden de San Silvestre en el grado de Caballero.
Entre otras actividades, se desempeñó como consejero del diario La Patria y como presidente del Instituto Católico de Cultura. Fue también presidente de los Universitarios Católicos. Fue socio del Club Concepción y del Centro Español.
Falleció el 1 de diciembre de 1999 en Santiago. En sus funerales los oradores lo distinguieron como un fuerte impulsor de la integración política de América Latina. Asimismo, valoraron los esfuerzos que efectuó en el ámbito de la educación y la docencia, tratando de mejorar tanto el aspecto formativo como la infraestructura de los establecimientos.[cita requerida]

## Historial electoral

### Elecciones parlamentarias de 1969
- Elecciones parlamentarias de 1969, candidato a senador por la Séptima Agrupación Provincial, Concepción, Ñuble y Arauco[2]

## Nota
1. ↑  Mandato interrumpido por la disolución del Congreso Nacional el 21 de septiembre de 1973 (Decreto Ley N.° 27 de 1973).